# Mariene ecoregio Arnhemkust naar Golf van Carpentaria
De Mariene ecoregio Arnhemkust naar Golf van Carpentaria (140) (Engels: Arnhem Coast to Gulf of Carpenteria marine ecoregion) is een biogeografische regio en ligt in het westen van de Grote Oceaan in de Mariene provincie Sahulplat (32) in het Marien rijk Centrale Indo-Pacific. De mariene ecoregio is vastgesteld door het World Wide Fund for Nature en The Nature Conservancy en is vernoemd naar Arnhemland en de Golf van Carpentaria.
In het noordoosten grenst het gebied aan de mariene ecoregio Straat Torres en Noordelijk Groot Barrièrerif (142), in het noorden aan de mariene ecoregio Arafurazee (139), in het noordwesten aan de mariene ecoregio Bandazee (131) en in het westen aan de mariene ecoregio Bonapartekust (141).

## Geografie
De mariene ecoregio ligt in het westen van de Grote Oceaan voor de noordkust van Australië. Het gebied ligt in het zuidelijk deel van de Arafurazee en in de Golf van Carpentaria ten westen van het Kaap York-schiereiland en de Straat Torres en strekt zich uit van het noordpunt van dit schiereiland in het oosten tot de oostkust van Melville-eiland in het westen. Het omvat onder andere de wateren rond het Cobourg-schiereiland en de Wessel Islands.
Het gebied kent een circulaire stroming.

## Biogeografie
Het gebied kent zeeleven dat houdt van tropische temperaturen.